# Parafia św. Apostołów Piotra i Pawła w Sycowie
Parafia Świętych Apostołów Piotra i Pawła w Sycowie – parafia rzymskokatolicka należąca do dekanatu Syców diecezji kaliskiej. Erygowana w 1286 roku. 
Kościół parafialny pw. Świętych Apostołów Piotra i Pawła został wzniesiony w XV wieku w stylu gotyckim. W 1905 roku, po gruntownej renowacji, otrzymał nową więźbę dachową, a także został powiększony o kruchtę i zakrystię. Mieści się przy ulicy Wałowej.
Od 1 września 2019 roku proboszczem parafii jest ks. Rafał Kopis.